# Calle de San Martín (San Sebastián)
La calle de San Martín es una vía pública de la ciudad española de San Sebastián.

## Descripción
La vía, que obtuvo el título actual en septiembre de 1866, discurre desde el paseo de los Fueros hasta el paseo de Miraconcha. Cruza por la confluencia de la calle de Vergara con la de Prim, así como por las calles de Guetaria y de Hondarribia, la plaza del Buen Pastor y las calles de Urbieta, de Easo, de Manterola, del Triunfo, de Blas de Lezo, de la Marina y del General Lersundi. Debe su título a una ermita dedicada a san Martín que existía en el barrio del mismo nombre. La vía parece descrita en Las calles de San Sebastián (1916) de Serapio Múgica Zufiria con las siguientes palabras:

Calle de San Martín.—Se le impuso este nombre por acuerdo de 12 de Septiembre de 1866, para conservar, sin duda, la memoria de este Santo, cuyo nombre llevaba el barrio existente al pie del cerro de San Bartolomé, antes de que el avance nivelador del ensanche, destruyera las casitas que ocupaban aquel lugar. El orígen de este nombre provenía de una ermita dedicada a San Martín que existía en el arenal del barrio así denominado, con un Hospital para enfermos de San Lázaro, fundado por el dueño de la casa-solar de Urdinzo. En 1890, varios propietarios pidieron que a la calle de San Martín, se le diera un ancho de 20 metros, en atención a que teniendo que construir a continuación de esta vía el puente que había de unir las dos orillas del Urumea, conocido hoy con el nombre de «Puente de María Cristina», en recuerdo de S. M. la Reina Madre, se hallaba esta calle en estado de adquirir gran importancia por la circulación y afluencia de coches, tranvías, etc., que habían de acudir allí, a cuya petición no pudo atender el Municipio por los muchos gastos que la realización de aquel proyecto exigía.
(Múgica Zufiria, 1916, p. 120)